# Esther Petrack
Esther Alexandra Petrack, född 31 mars 1992 i Jerusalem, är en israeliskfödd amerikansk fotomodell. År 2010 deltog hon i säsong 15 av America's Next Top Model.